# Coen Ooft
Cornelis Desiré Ooft (Paramaribo, 21 de octubre de 1920 – 16 de marzo de 2006) fue un jurista, político y escritor de Surinam.

## Biografía
Ooft Coen fue miembro de la asociación Spes Patriae, en 1946 fue cofundador del Partido Popular Progresista Católico de Surinam (PSF) y desde julio de 1956 fue su presidente. Fue miembro del Estado de Surinam durante el período 1958-1969. En 1963 asume como Ministro de Economía en el gabinete liderado por Jopie Pengel. Ese mismo año hubo una crisis en el gabinete por el affaire Ormet que finalmente le costó el puesto a todos los ministros con excepción de Ooft. Al cabo de diez años asume como Secretario del Interior en el primer gabinete de Arron (1973-1977) luego que la alianza entre el Partido Nacional y el PSF ganara 22 de las 39 bancas en el Estado de Surinam. Ooft trabajó como profesor de leyes constitucionales y administrativas en la Universidad Anton de Kom y fue coautor de la Constitución de Surinam de 1987. Escribió luego de la Segunda Guerra Mundial una serie de artículos para el periódico Het Nieuws. 

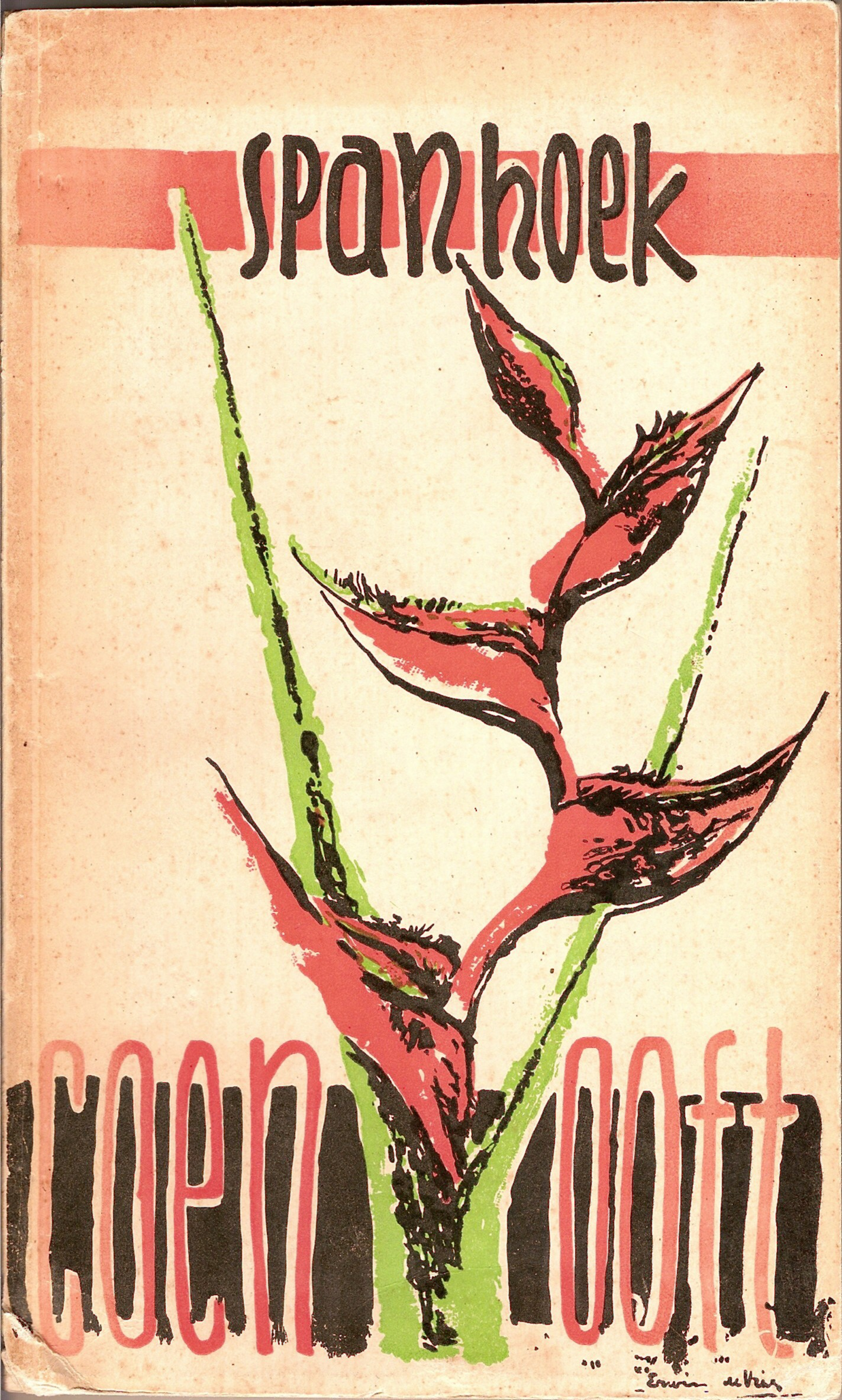
Portada de Spanhoek con una ilustración de Erwin de Vries.

Ooft publicó una recopilación de historias titulada Spanhoek (1958) en referencia al nombre de la plaza principal de Paramaribo. El libro contiene una historia extensa titulada, `De rode paloeloe', y una colección de 51 textos cortos del largo de una columna. Los mismos habían sido escritos para la sección `Spanhoek' en el semanario católico Omhoog. Spanhoek fueron las primeras historias de un escritor nativo de Surinam con pretensiones literarias, aunque Ooft todavía estaba peleando con pulir su estilo de escritura. El tema principal son esbozos que presentan las alternativas de la vida cotidiana en Paramaribo. Ooft escribió sus historias en neerlandés con diálogos en sranan tongo. 

## Obras
- Spanhoek (1958)
- Kort begrip van de staatsinrichting van Suriname (1963)
- Aanloop tot een rechtsvergelijkende studie van het Nederlandse en het Surinaamse staatsrecht (1966)
- Naar een onafhankelijk Suriname (1970)
- Ontwikkeling van het constitutionele recht van Suriname (1972)
- Kort begrip van de staatsinrichting van Suriname (1973)
- Staatsinrichting van de Republiek Suriname (1976)
- Onze grondwet : eenvoudige tekst en uitleg 1987 (1988)